# Rhododendron taipaoense
Rhododendron taipaoense är en ljungväxtart som beskrevs av T.C. Wu och P.C. Tam. Rhododendron taipaoense ingår i släktet rododendron, och familjen ljungväxter. Inga underarter finns listade i Catalogue of Life.